# Бен Афлек
Бенџамин Геза Афлек (енгл. Benjamin Geza Affleck; Беркли, 15. август 1972) амерички је глумац и филмски стваралац. Његова признања укључују две Оскара, две БАФТА награде и три Златна глобуса. Афлек је започео каријеру као дете када је глумио у PBS едукативној серији The Voyage of the Mimi (1984–1988). Касније се појавио у независној комедији Слуђени и збуњени (1993) и у неколико комедија Кевина Смита, укључујући Луд за Ејми (1997).
Афлек је стекао већу пажњу када су он и Мет Дејмон освојили Оскар за најбољи оригинални сценарио за писање филма Добри Вил Хантинг (1997), у којем су такође глумили. Успоставио се као водећи глумац у студијским филмовима, укључујући катастрофални филм Армагедон (1998), акциони трилер Игра јелена (2000), ратну драму Перл Харбор (2001) и трилер Сви наши страхови (2002). Након стагнације у каријери, Афлек је направио повратак играјући Џорџа Ривса у биографском филму Холивудленд (2006), освојивши Волпијеву купу за најбољег глумца.
Његов редитељски деби, Нестала (2007), који је такође коауторски писао, добио је позитивне критике. Након тога је режирао и глумио у криминалистичкој драми Град лопова(2010) и политичком трилеру Арго (2012), који су били критички и комерцијални успех. За други, Афлек је освојио БАФТА награду за најбољег редитеља, као и БАФТА и Оскар награду за најбољи филм. Афлек је потом глумио у психолошком трилеру Ишчезла (2014) и играо суперхероја Бетмена у DC-јев проширеном универзуму (2016–2023). Глумио је у трилеру Рачуновођа (2016) и спортској драми Велики повратак (2020). Афлек је имао споредне улоге у драмама Последњи двобој (2021), Нежни бар (2021) и Air (2023), трећем филму који је такође режирао.
Афлек је суоснивач Иницијативе за источни Конго, непрофитне организације која се бави доделом грантова и заступањем. Подржавалац је Демократске странке. Афлек и Дејмон су сувласници продукцијске куће Artists Equity, као и бивши сувласници Pearl Street Films..

## Филмографија
| Улоге Бена Афлека |                                          |                   |                                  |                               |
| Година            | Српски назив                             | Изворни назив     | Улога                            | Напомена                      |
| 1984.             |                                          |                   | C.T. Granville                   |                               |
| 1993.             |                                          |                   | Fred O'Bannion                   |                               |
| 1995.             |                                          |                   | Shannon Hamilton                 |                               |
| 1996.             |                                          |                   | Jack                             |                               |
| 1997.             | Добри Вил Хантинг                        |                   | Чаки Саливан                     | Оскар за најбољи сценарио     |
| 1997.             | Луд за Ејми                              |                   | Holden McNeil                    |                               |
| 1997.             |                                          | Going All the Way | Tom "Gunner" Casselman           |                               |
| 1998.             | Заљубљени Шекспир                        |                   | Ned Alleyn                       |                               |
| 1998.             | Армагедон                                |                   | A.J. Frost                       |                               |
| 1998.             |                                          |                   | Sheriff Bryce Hammond            |                               |
| 1999.             | Догма                                    |                   | Bartleby                         |                               |
| 1999.             |                                          |                   | Ben Holmes                       |                               |
| 1999.             |                                          |                   | Bartender                        |                               |
| 2000.             |                                          |                   | Buddy Amaral                     |                               |
| 2000.             |                                          |                   | Rudy Duncan                      |                               |
| 2000.             |                                          |                   | Jim Young                        |                               |
| 2001.             | Кад тата позове                          |                   |                                  |                               |
| 2001.             | Џеј и Тихи Боб узвраћају ударац          |                   | Холден Макнил/самог себе         |                               |
| 2001.             | Перл Харбор                              |                   | Captain Rafe McCawley            |                               |
| 2002.             | Сви наши страхови                        |                   | Џек Рајан                        |                               |
| 2002.             |                                          |                   | Gavin Banek                      |                               |
| 2003.             |                                          |                   | Michael Jennings                 |                               |
| 2003.             |                                          |                   | Larry Gigli                      | Златна малина за најгори филм |
| 2003.             | Дердевил                                 |                   | Мет Мердок / Дердевил            |                               |
| 2004.             | Преживети Божић                          |                   | Drew Latham                      |                               |
| 2004.             | Девојка из Џерзија                       |                   | Ollie Trinke                     |                               |
| 2006.             |                                          |                   | Gawking Guy                      |                               |
| 2006.             |                                          |                   | George Reeves                    |                               |
| 2006.             | Човек из града                           |                   | Jack Giamoro                     |                               |
| 2007.             | Нестала                                  |                   | режисер, косценариста, продуцент |                               |
| 2007.             |                                          |                   | Jack Dupree                      |                               |
| 2009.             | Ти га просто не занимаш                  |                   | Нил                              |                               |
| 2009.             |                                          |                   | Stephen Collins                  |                               |
| 2009.             |                                          |                   | Dean                             |                               |
| 2010.             | Град лопова                              |                   | Даг Мекреј                       |                               |
| 2012.             | Арго                                     |                   | Тони Мендез                      | Оскар за најбољи филм         |
| 2014.             | Ишчезла                                  |                   | Ник Дан                          |                               |
| 2016.             | Бетмен против Супермена: Зора праведника |                   | Брус Вејн / Бетмен               |                               |
| 2016.             | Одред отписаних                          |                   | Брус Вејн / Бетмен               | Камео улога                   |
| 2016.             | Рачуновођа                               |                   | Кристиан Волф                    |                               |
| 2017.             | Лига правде                              |                   | Брус Вејн / Бетмен               |                               |
| 2021.             | Лига правде Зека Снајдера                |                   | Брус Вејн / Бетмен               |                               |
| 2021.             | Последњи двобој                          |                   | гроф Пјер д'Аленсон              |                               |
| 2023.             | Air                                      |                   | Фил Најт                         |                               |
| 2023.             | Флеш                                     |                   | Брус Вејн / Бетмен               |                               |